# باستان (شهرستان سوزک)
باستان (به لاتین: Boston) یک روستا در قرقیزستان است که در شهرستان سوزک واقع شده‌است. باستان ۲٬۱۲۳ نفر جمعیت دارد و ۸۵۰ متر بالاتر از سطح دریا واقع شده‌است.